# Iglesia de San Millán (Zuazo de Gamboa)
La iglesia de San Millán es un edificio situado en la localidad española de Zuazo de Gamboa, en la provincia de Álava, hoy día sumergido.

## Descripción
El edificio, que está sumergido bajo las aguas del embalse de Ullíbarri-Gamboa, se encontraba en la localidad española de Zuazo de Gamboa, del municipio de Barrundia, perteneciente a la provincia de Álava, en la comunidad autónoma del País Vasco. Se menciona como iglesia parroquial del lugar en el decimosexto y último volumen del Diccionario geográfico-estadístico-histórico de España y sus posesiones de Ultramar de Pascual Madoz, donde aparece descrita con las siguientes palabras: «igl. parr. (San Millan) servida por un beneficiado». En el tomo de la Geografía general del País Vasco-Navarro dedicado a Álava y escrito por Vicente Vera y López, se dice lo siguiente: «Su parroquia, de categoría rural de segunda clase, está dedicada á San Millán y pertenece al arciprestazgo de Gamboa».